# Wells (Royaume-Uni)
Pour les articles homonymes, voir Wells.
Wells est une ville du district de Mendip dans le Somerset en Angleterre. Malgré ses dix mille habitants, Wells a le statut de cité : elle est qualifiée de city grâce à la cathédrale de Wells, qui est le siège de l'évêque de Bath et Wells. L'évêque habitait dans le bishops palace avec sa fille. Wells tient son nom des trois puits qui se trouvent dans le palais épiscopal (en anglais, well signifie puits). Wells est une ville touristique de par sa proximité de Glastonbury, de Bath, de Stonehenge ou d'autres sites touristiques.

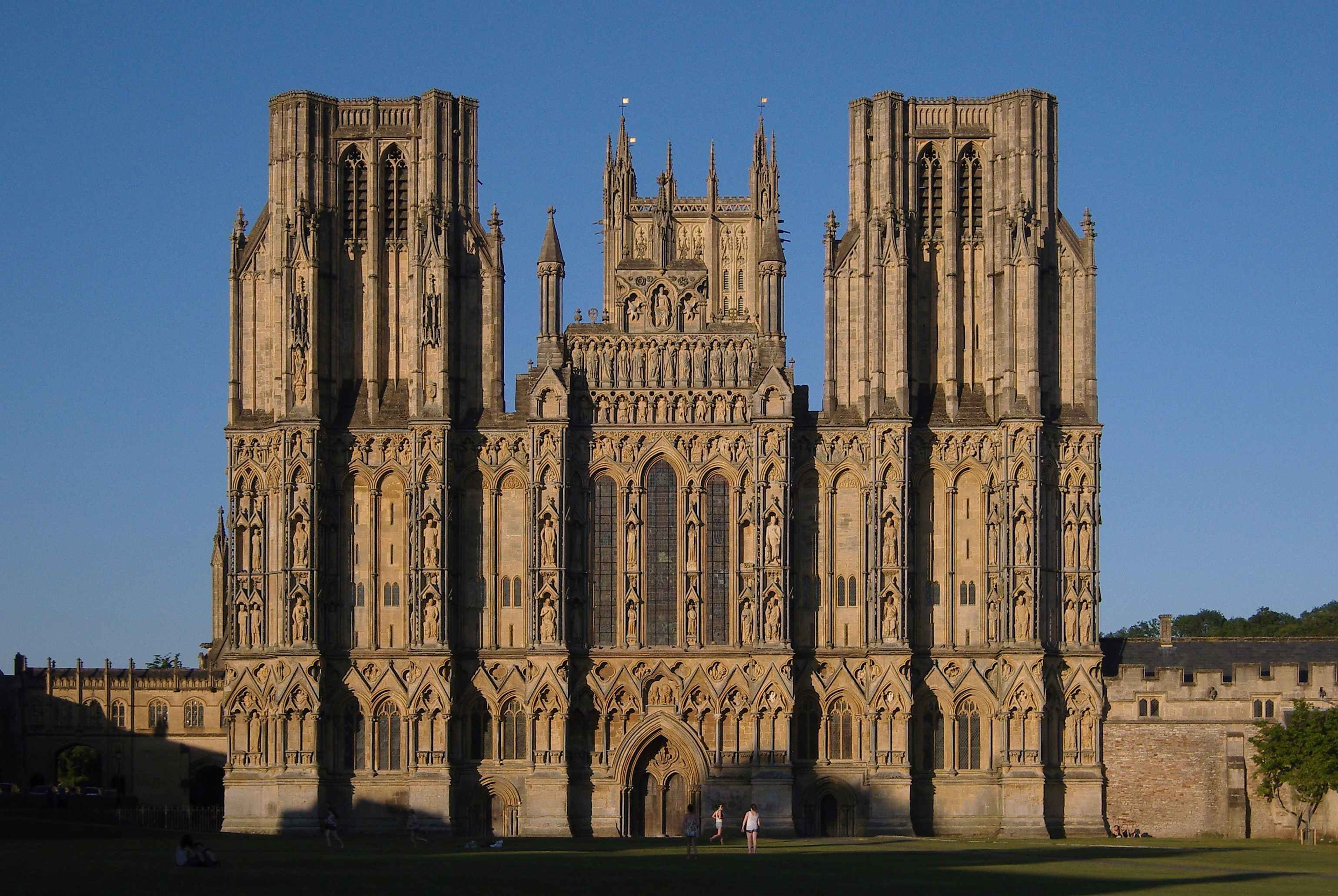
La cathédrale

Wells a une gare routière avec services d'autobus à Bristol, Bath et autres villes proches, étant donné que la ville n'ait pas eu une gare ferroviaire depuis les années 1960.

## Jumelage
- Bad Dürkheim (Allemagne)
- Paray-le-Monial (France)

## Personnalité
- Alfred Perlès (1897-1990), écrivain et ami de Henry Miller, y est mort.
- Mary Rand, championne olympique de saut en longueur à Tokyo en 1964, est née à Wells en 1940.